# Saison 2016 des Rangers du Texas
La saison 2016 des Rangers du Texas est la 56e saison en Ligue majeure de baseball pour cette franchise et sa 45e depuis son transfert de Washington vers la ville d'Arlington au Texas en 1972.
En 2017, les Rangers remportent 7 matchs de plus que l'année précédente, connaissent une deuxième année gagnante de suite, et défendent avec succès leur titre de la division Ouest de la Ligue américaine. Leurs 95 victoires contre 67 défaites représentent la meilleure performance de l'année en Ligue américaine et ils laissent leurs plus proches poursuivants dans la division, les Mariners de Seattle, neuf matchs derrière. Le parcours des Rangers en éliminatoires se termine toutefois rapidement : incapables de remporter un seul match, ils sont pour le second automne de suite éliminés en Séries de divisions par les Blue Jays de Toronto.

## Contexte
Avec 88 victoires et 74 défaites en 2015, les Rangers gagnent 21 parties de plus qu'en 2014 et retournent en séries éliminatoires après une absence de deux ans. Ils devancent les Astros de Houston au classement de la section Ouest de la Ligue américaine le 15 septembre et terminent la saison avec deux matchs de priorité sur eux, gagnant leur premier titre de division depuis 2011. En matchs d'après-saison, les Rangers remportent les deux premières parties de leur Série de divisions mais, après trois revers consécutifs, sont éliminés par les Blue Jays de Toronto.

## Calendrier pré-saison
L'entraînement de printemps 2016 des Rangers se déroule du 2 mars au 2 avril.

## Saison régulière
La saison régulière de 162 matchs des Rangers débute à domicile le 4 avril avec la visite des Mariners de Seattle et se termine le 2 octobre suivant. 

### Classement
| Ligue américaine division Ouest | V  | D  | %    | Diff. | Diff. (séries) |
| ------------------------------- | -- | -- | ---- | ----- | -------------- |
| Rangers du Texas                | 95 | 67 | ,586 | -     | -              |
| Mariners de Seattle             | 86 | 76 | ,531 | 9     | 3              |
| Astros de Houston               | 84 | 78 | ,519 | 11    | 5              |
| Angels de Los Angeles           | 74 | 88 | ,457 | 21    | 15             |
| Athletics d'Oakland             | 69 | 93 | ,426 | 26    | 20             |

## Affiliations en ligues mineures
| Niveau            | Équipe                 | Ligue                         |
| ----------------- | ---------------------- | ----------------------------- |
| AAA               | Express de Round Rock  | Ligue de la côte du Pacifique |
| AA                | RoughRiders de Frisco  | Texas League                  |
| A-Advanced        | High Desert Mavericks  | Carolina League               |
| A                 | Crawdads de Hickory    | South Atlantic League         |
| A (saison courte) | Indians de Spokane     | Northwest League              |
| Ligue des recrues | Arizona League Rangers | Arizona League                |
| Ligue des recrues | DSL Rangers            | Dominican Summer League       |